# 최정규 (공작원)
최정규(崔晶圭, 일본식 이름: 山本正夫야마모토 마사오, 1881년 음력 8월 25일 ~ 1940년 양력 8월 21일)는 일제강점기의 직업적 친일 인물로 만주 지역에서 밀정 단체를 운영했다. 다른 이름으로 최창규(崔昌圭)가 있다.

## 생애

### 대한제국 시기
본적지는 서울 종로구 청진동이다. 성장 과정은 잘 알 수 없으나 20대 초반이던 1909년 9월에 수도공익사 사장을 지냈고, 같은 해 11월에는 주택 대부업을 담당하는 한성보신사도 운영하고 있었다. 이 가운데 한성보신사는 일진회와 밀접한 관련이 있었다.
1909년 말에 일진회가 1백만 회원 이름으로 〈일한합방상주문〉을 제출한 것을 계기로 한일 병합 조약 체결을 원하는 세력이 대거 단체를 결성하고 일진회 지지를 표명하게 되었다. 이때 최정규는 자신이 운영하던 한성신보사의 직원들까지 속이고 일진회의 〈일한합방성명서〉에 동조하는 서약서를 전체 사원 2천여 명 명의로 제출하여 반발을 산 끝에 1909년 12월 한성신보사에서 축출되었다. 1910년 2월 일진회의 재정 지원을 받던 국민동지찬성회의 간사로 일하며 이듬해 한일 병합이 성사될 때까지 합방청원 운동을 계속 벌였다.

### 일제 강점기
1919년 3·1 운동을 계기로 일본 제국의 조선 지배 구도에 큰 변화가 왔다. 국제 정세에 대한 인식과 독립 의지가 고양되고 3·1 운동에 대한 무력 탄압을 통해 일제의 의도가 드러나면서 만주와 상하이 등 해외에 독립 운동 기지가 속속 설치되었다. 이에 일본은 만주 지역에 밀정 단체를 설립해 이같은 움직임을 견제하기 위한 의도에서 만주보민회를 설립하도록 하고 최정규에게 회장 직을 맡겼다.
최정규는 각지에서 벌어지는 독립운동으로 인해 조선 민족이 멸망하는 것을 막는다는 설립 취지를 밝히고, 남만주 일대에서 만주보민회가 조선인 이민자들을 상대로 선전 활동을 벌이면서 무장 항일 세력을 탄압하는 일을 총지휘했다. 상하이의 대한민국 임시정부에 대한 정보 수집 작업도 병행했다. 이때 항일운동가를 다수 체포하여 일본군에 넘긴 것은 물론, 직접 폭행하고 살상하였으며, 귀순해 오는 사람까지 살해했다. 심지어 체포한 독립군 혐의자 중 한 명의 형수를 강간하고 그 대가로 혐의자를 풀어준 일도 있었다.
최정규가 보민회 회장으로 발탁된 것은 일본 외무성 문서에 "한일 합방을 적극 추진한 일진회 잔당"이며 천도교 계열의 친일성이 짙은 신흥 종교인 제우교 교인이었기 때문이라고 명시되어 있다. 일진회의 규정을 물려받아 조직된 보민회는 일본 관동군의 지시를 받고 움직였다.
항일 세력을 색출해 마구 살상하는 최정규와 보민회에 대한 원성이 높아져 보민회원과 제우교인 중 암살된 사람만 수백 명인 것으로 기록되어 있다. 독립운동 단체가 최정규에게 경고장을 보내 "우리 대한독립은 만국이 찬성하는 바로서 적인 너도 역시 한민족에게서 태어났음에도 왜놈의 세력을 믿고 무고한 양민을 수없이 살해하거나 마구 때려 불구자로 된 동포도 많이 생겼다"고 적고 그 죄악을 결코 용서할 수 없다고 선언한 이후, 1924년3월경 암살자 유석정(劉錫鼎)이 암살을 시도했으나 실패하였다. 1924년6월7일 저녁 대한통의부 3인조 암살단(親日派討伐隊; 친일파토벌대)인 김광추, 김병현, 박희광(朴喜光)에 의해 암살 직전까지 갔다가 책상 밑에 숨는 기지를 발휘해 최정규 본인은 화를 면했으나, 장모 이씨는 총에 맞아 사망하고 부하인 허균은 총에 맞아 몇 일후 사망하였다. 당시 언론은 최정규가 "원래 친일파로 많은 조선사람들을 죽인 일이 있어 항상 독립단들에게 미움을 받아오다가 그 같은 변을 당한 것"이라고 보도했다.
1920년부터는 보민회 회장 직을 물려주고 일본 외무성 촉탁이자 보민회 고문으로 일했고, 만주보민회가 해산된 1924년에 귀국했다. 보민회가 해산될 때는 일본 정부로부터 그 동안의 공로를 인정받아 해산금과 위로금을 분배받았다. 만주에서 활동하는 동안 많은 공금을 횡령하고 개인적으로 유용한 일이 있었으나 "나라를 위해 신명을 다해 활동한" 인물이라 이는 문제가 되지 않았다. 귀국 후에는 제우교 대종사장을 지냈으며, 1925년부터 4년 동안 조선총독부 중추원 조사과의 촉탁으로 근무했다.

## 사후
2002년 발표된 친일파 708인 명단의 밀정 부문에 포함된 것을 시작으로, 2007년 대한민국 친일반민족행위진상규명위원회가 판정한 친일반민족행위 195인 명단, 2008년 공개된 민족문제연구소의 친일인명사전 수록예정자 명단에 모두 들어 있다.

## 같이 보기
- 일진회
- 국민동지찬성회
- 만주보민회
- 제우교

## 참고 자료
- 친일반민족행위진상규명위원회 (2007년 12월). 〈최정규〉 (PDF). 《2007년도 조사보고서 II - 친일반민족행위결정이유서》. 서울. 2284~2304쪽쪽. 발간등록번호 11-1560010-0000002-10. [깨진 링크(과거 내용 찾기)]